# ジャック・スレード

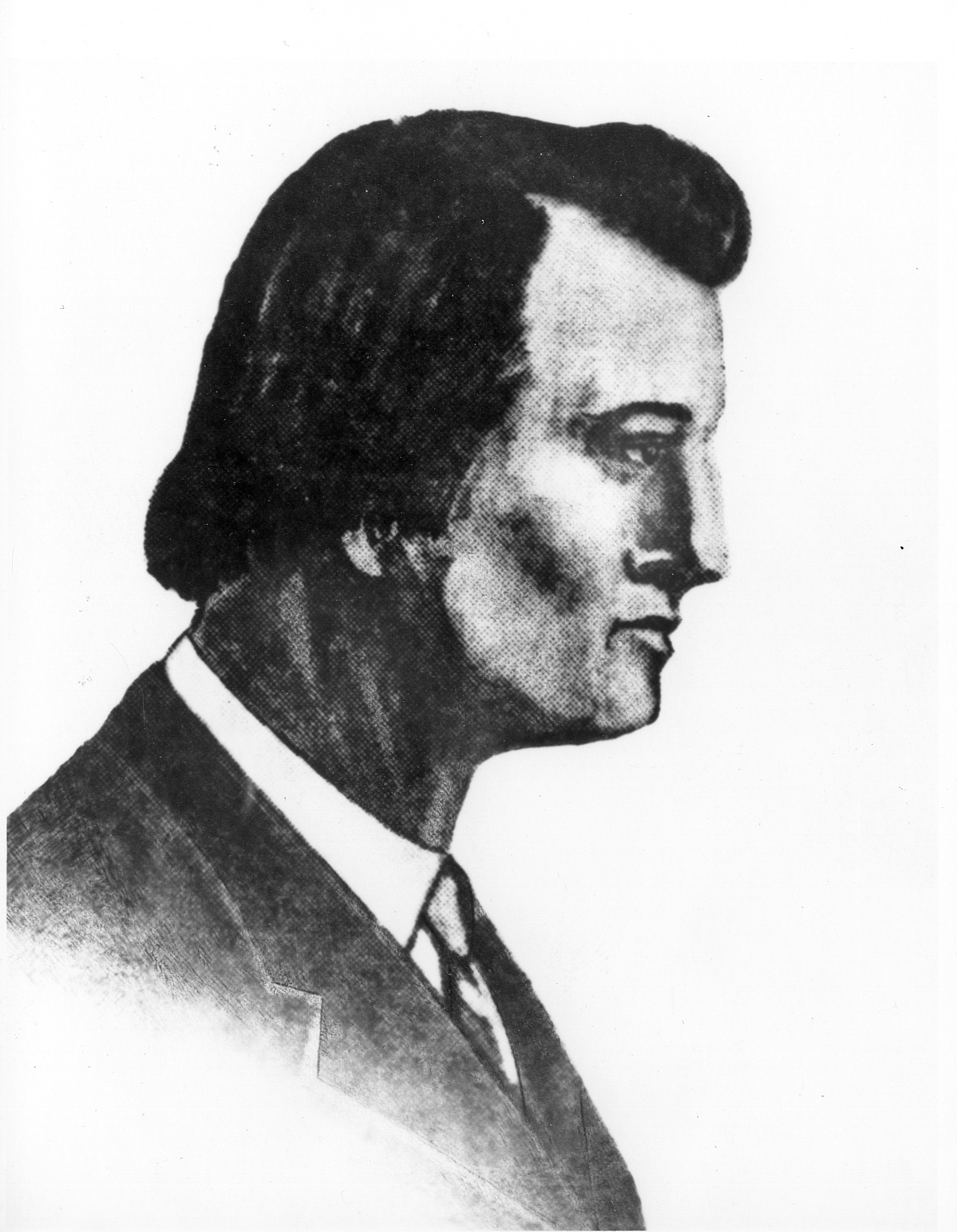
ジャック・スレード

ジャック・スレード（Joseph Alfred "Jack" Slade, 、1831年1月22日 - 1864年3月10日）は、アメリカ西部開拓時代のガンマン、イリノイ州クリントン郡カーライル生まれ。十代で殺人を犯したと伝えられる。
1847年に軍隊に入隊し米墨戦争に参加した。除隊後ヴァージニア(Virginia Dale)と結婚して駅馬車の御者をした後、Overland Stage Companyの株を取得して会社の部長にまで出世した。部長時代に15歳のバッファロー・ビル(William Cody) を雇っている。
仕事は出来たようだが、スレードは非常に酒癖が悪く飲むと殺人や強盗を平気で実行した。会社の利権を巡って殺人も犯している。ほかにヘンリー・プランマーの強盗団にも参加していて生涯で20人以上を殺害したといわれている。1864年3月10日に駅馬車強盗が発覚したことからモンタナ州ヴァージニア・シティで縛り首になった。
恐妻家で妻のヴァージニアには頭が上がらなかったといわれている。

## 参考資料
- L.L. Callaway, Two True Tales of the Wild West
- Dan Rottenberg, "The Forgotten Gunfighter,” Civilization magazine, Mar.-Apr. 1996;
- Dan Rottenberg, Death of a Gunfighter: The Quest for Jack Slade, the West's Most Elusive Legend. Yardley, PA: Westholme Publishing, 2008.
- Roy O’Dell and Kenneth Jessen, An Ear in His Pocket.
- History to Go, Here Lies Joseph Slade